# The Beautiful People
The Beautiful People è un singolo del gruppo musicale statunitense Marilyn Manson, il primo estratto dal secondo album in studio Antichrist Superstar; venne pubblicato l'8 settembre 1996.
Le parole della canzone si riferiscono a due temi principali: ciò che Manson definisce la "cultura del bello", e la connessione culturale alle teorie di Friedrich Nietzsche — i "deboli" (weak ones) della canzone, che sono "sempre in torto" (always wrong), esistono solamente per "giustificare l'esistenza dei forti" (justify [the existence of] the strong), delle "belle persone" (da qui il titolo) che li opprimono. Manson afferma anche come tutto sia relativo alle dimensioni della propria guglia, in un doppio significato relativo sia alla religione che alla sessualità.
Il singolo ha raggiunto la posizione numero 26 nella classifica Modern Rock Tracks e rimane tuttora una delle canzoni più conosciute e più di successo tra quelle della band. In una recensione del 2004, Richard Banks della BBC definì il brano come "il più imponente" tra tutte le canzoni della band, e nel 2006 è stata inserita alla posizione numero 28 nella classifica delle 40 canzoni metal migliori di sempre secondo VH1.

## La canzone

### Le origini
"The Beautiful People" è stata scritta nel 1994; i testi sono di Marilyn Manson e la musica di Twiggy Ramirez e Manson. Il demo originale, composto da quattro tracce, fu registrato nella camera di un hotel, mentre la band era in tour, da Manson, Ramirez e il batterista Ginger Fish. Manson racconta alla rivista Kerrang! nel maggio 2005: "Eravamo da qualche parte nel sud, ricordo che mi misi a suonare il ritmo sul pavimento e poi il mio batterista lo ripeté sulla drum machine. Ci mettemmo un giorno a dire tanto".
Il titolo della canzone si rifà al libro The Beautiful People di Marilyn Bender del 1967, che raccontava gli scandali all'interno del "jet set" degli anni '60 e la cultura del bello nel mondo della moda e della politica.
La frase stessa fu popolarizzata dalla rivista Vogue nei primi anni '60 e fu particolarmente utilizzata per descrivere la famiglia Kennedy, una frequente fonte di ispirazione per i lavori di Manson.

### Il testo
Il testo del brano si attiene al tema portante dell'album da cui è tratto, Antichrist Superstar, e vuole essere un'esaminazione semi-narrativa dell'oltreuomo di Nietzsche. In questo contesto, "The Beautiful People" tratta dell'istinto distruttivo derivante dalla sete di potere: "There's no time to discriminate / Hate every motherfucker that's in your way" ("Non c'è tempo per discriminare, odia ogni figlio di puttana che ti capita davanti").
Dalla teoria di Nietzsche dello schiavo-padrone, deriva anche un forte spirito anti-capitalistico ("It's not your fault that you're always wrong / The weak ones are there to justify the strong", "Non è colpa tua se sei sempre in torto, i deboli esistono solo per giustificare l'esistenza dei forti"), legato anche al Darwinismo sociale.

### Esecuzioni importanti
"The Beautiful People" fu eseguita sporadicamente durante lo Smells Like Children Tour del 1995-1996, spesso come parte della canzone My Monkey dell'album Portrait of an American Family. Fu invece presentata "ufficialmente" il 3 ottobre 1996, allo State Theatre di Kalamazoo, seconda tappa del tour Dead to the World.
Il 4 settembre 1997, Marilyn Manson eseguì la canzone nella finale degli MTV Video Music Awards. Preceduti da una banda che propose Hail to the Chief, Manson salì sul palco affiancato da finti agenti dei Servizi Segreti degli Stati Uniti e, da un podio munito di microfono, fece un discorso alla folla:
Dopodiché, Manson si tolse il travestimento, mostrando una panciera e un tanga in pelle e delle calze a rete, e la band propose una versione di "The Beautiful People" che il Rolling Stone definì "affascinante", nonostante il giudizio estremamente negativo del programma da parte della rivista. Al termine dello show, il conduttore Chris Rock urlò scherzosamente al pubblico: "Correte in chiesa immediatamente! Portate i vostri culi in chiesa o finirete all'inferno!".
Marilyn Manson e Twiggy Ramirez si unirono agli Smashing Pumpkins a Mountain View, in California nello Shoreline Amphitheatre, per una performance acustica di "The Beautiful People" durante il Bridge School Benefit il 18 ottobre 1997. Anche i Nine Inch Nails eseguirono la canzone, con il frontman Trent Reznor al basso e Marilyn Manson al microfono, il 9 maggio 2000 al Madison Square Garden. Manson fu un ospite a sorpresa al concerto, salendo sul palco senza essere annunciato durante l'esecuzione di "Starfuckers, Inc.". La registrazione di questa performance è reperibile nel DVD live dei Nine Inch Nails, And All That Could Have Been, uscito nel 2002.
Nelle esecuzioni dal vivo, spesso Manson inizia la canzone dicendo "How does it feel to be one of the beautiful people?" ("Come ci si sente ad essere una tra le belle persone?", originariamente nella canzone Baby You're a Rich Man dei Beatles) nella parte strumentale. La canzone fu anche la prima colonna sonora di WWE Smackdown!.

### Versioni ed edizioni
Oltre alla versione presente su Antichrist Superstar e nel singolo (le quali differiscono solo per la lunghezza dell'intro), esiste anche una versione del brano per le radio, da cui sono state eliminate le volgarità. La frase "hate every motherfucker" è stata sostituita con "hate every other hater" ("odierai chi odia") e la parola "shit" censurata. Questa è la versione della canzone utilizzata nel videoclip.
Sono stati pubblicati tre remix di "The Beautiful People". Il primo, "The Horrible People", realizzato da Danny Saber ed incluso nell'EP Remix and Repent del 1997, ha un ritmo più veloce dell'originale ed accentua i toni swing con ottoni e pianoforte. "The Not-So-Beautiful People", di J. G. Thirlwell, è una rivisitazione fortemente industriale del brano, in cui viene fatto largo uso di sintetizzatori vocali. Un ulteriore remix del brano fu utilizzato come sigla d'apertura di WWE Smackdown! dal 2001 al 2003 ed è reperibile esclusivamente su WWE Forceable Entry.
Il greatest hits del 2004, Lest We Forget, contiene una versione leggermente modificata del brano, in cui il lungo intro eliminato dal singolo viene ripristinato ed alcuni elementi musicali (come ad esempio un suono somigliante ad un organo, poco percepibile nelle edizioni precedenti), vengono accentuati.
Nel 1997, MTV News annunciò che Manson era interessato a collaborare con Snoop Dogg per realizzare una versione rap del brano. Non si sa se la collaborazione avvenne effettivamente, anche se il 4 settembre 1997, alla CMJ Music Marathon, il cantante si riferì al progetto come a "qualcosa che mi piacerebbe molto realizzare", imputando il ritardo del progetto ai numerosi impegni della sua band e del rapper.

## Il video
Floria Sigismondi ha diretto per "The Beautiful People" quello che è stato definito come "il più pauroso tra i video paurosi".
Girato nella distilleria abbandonata di Goodenham and Worts a Toronto in Canada, il video mostra la band intenta ad eseguire la canzone in una specie di aula scolastica, decorata con protesi mediche e strumenti da laboratorio. Ad intervallare, ci sono scene di Manson in un costume somigliante a una lunga toga, con occhialini da aviatore, in piedi su dei trampoli e con trucco che lo fa apparire calvo e grottescamente alto; dopo essere stato vestito in questo modo da persone addette, inizia a fare un discorso alla folla da una finestra, gesto che ricorda il fascismo, e più tardi, si trova al centro di un cerchio, mentre la folla attorno a lui si ribella. Sono inoltre presenti brevi inquadrature raffiguranti vermi di terra striscianti, teste e mani di manichini e stivali marcianti, oltre a inquadrature dei singoli membri della band in costumi bizzarri, tra cui lo stesso Manson in nero, con anelli al collo e un apparecchio dentale che allarga la sua bocca, mostrando i suoi denti metallici.
Il videoclip fu premiato da MTV il 22 settembre 1996 e ricevette nel 1997 due nomination agli MTV Video Music Awards, una come Miglior Video Rock e una come Migliori Effetti Speciali.

## Critica
Pubblicato anticipatamente rispetto a quanto inizialmente previsto, il singolo fu osannato all'uscita. "Con il suo finto fare minaccioso", scrisse Stephen Thomas Erlewine di Allmusic, "è stata la prima imponente canzone di Manson — quel genere di canzone che neanche i detrattori del gruppo possono togliersi dalla testa".
Nella sua recensione del 1996 di Antichrist Superstar, Rolling Stone descrisse "The Beautiful People" come una canzone che tiene "col fiato sospeso", con una "zombiesca, ripetitiva qualità e spettrali suoni elettronici", soffermandosi su come Manson alterna parole sottovoce ad altre energicamente urlate.
Negli Stati Uniti, il singolo ha raggiunto la posizione numero 29 della classifica Billboard Mainstream Rock Tracks e la numero 26 nella Modern Rock Tracks.
Nel Regno Unito è arrivata alla posizione numero 18 della Official Singles Chart il 7 giugno 1997.
La canzone è utilizzata anche per l'ingresso in campo di Jim Thome dei Chicago White Sox e all'inizio delle partite in casa della squadra di hockey su ghiaccio dei Boston Bruins.

## Tracce
Singolo UK CD 1
1. "The Beautiful People" (single version)
2. "The Horrible People"
3. "Sweet Dreams (Are Made of This)"
4. "Cryptorchid"

Singolo UK CD 2
1. "The Beautiful People" (album version)
2. "The Not-So-Beautiful People"
3. "Snake Eyes and Sissies"
4. "Deformography"

Singolo UK Enhanced CD
1. "The Beautiful People" (single version)
2. "The Horrible People"
3. "Sweet Dreams (Are Made of This)"
4. "Cryptorchid"
5. "The Beautiful People" (video)
6. "Sweet Dreams (Are Made of This)" (video)

Singolo in vinile 10" (remix)
1. "The Horrible People"
2. "The Not-So-Beautiful People"

CD Singolo Australia
1. "The Beautiful People" (album version)
2. "Cryptorchid"
3. "Snake Eyes and Sissies"

CD Singolo Giappone
1. "The Beautiful People" (single version)
2. "The Horrible People"
3. "Sweet Dreams (Are Made of This)" (LP version)
4. "Cryptorchid"
5. "The Not-So-Beautiful People"

CD Singolo promozionale U.S.
1. "The Horrible People" (radio edit)
2. "The Tourniquet Prosthetic Dance Mix" (radio edit)
3. "The Horrible People"
4. "The Tourniquet Prosthetic Dance Mix"

CD Singolo demo U.S.
1. "The Beautiful People"
2. "Sweet Dreams"
3. "Brown Bag (Remix)"

## Formazione
- Marilyn Manson — voce,percussioni
- Twiggy Ramirez — chitarra, basso
- Sean Beavan — corno

Produzione
- Trent Reznor — produttore
- Dave "Rave" Ogilvie — produttore
- Marilyn Manson — co-produttore
- Sean Beavan — mixaggio
- Chris Vrenna — montaggio e programmazione
- Charlie Clouser — montaggio e programmazione

### "The Horrible People"
Come la versione originale, con:
- Damian Savage — bassi aggiuntivi
- John X — "stupro sonico e rovina"
- Danny Saber — remix
- Gabe and Jim — ingegneria audio

### "The Not-So-Beautiful People"
Come la versione originale, con:
- J. G. Thirlwell — remix

## Cover
La canzone vanta alcune reinterpretazioni realizzate da vari artisti, tra cui:
- Il trombettista jazz Lester Bowie, nell'album Odyssey of Funk & Popular Music, Volume 1 del 1999, con la band Brass Fantasy.
- Aleister Einstein e Alex Xenophon, su due album tributo ai Marilyn Manson del 2000 e del 2002.
- Olly e i The Good Fellas, nell'album Olly Meets The Good Fellas del 2005.[17]
- La band metalcore Eighteen Visions, nella compilation Punk Goes 90's del 2006.
- Il gruppo corale Scala & Kolacny Brothers nel loro album One Winged Angel del 2007.
- La band hardcore punk A Palo Seko nell'album Live After Dis... Co Homenaje del 2007; i testi sono in spagnolo, tranne i ritornelli; nell'album, il titolo della canzone è Pos bonuxtrac.
- La band alternative metal Soulfly nella compilation Kerrang! High Voltage del 2007 e nell'album Conquer del 2008.[18]
- Christina Aguilera nella colonna sonora dell'omonimo film Burlesque del 2010.